# اسحاق هالیوی هرتزوگ
اسحاق هَلیوی هرتزوگ (به عبری: יצחק אייזיק הלוי הרצוג) خاخام اعظم ایرلند و اولین خاخام اعظم اسرائیل پس از تأسیس کشور اسرائیل بود. او همچنین پدر حییم هرتزوگ، ششمین رئیس‌جمهور اسرائیل، و پدربزرگ رئیس‌جمهور کنونی اسرائیل، اسحاق هرتزوگ است.
اسحاق هرتزوگ در سال ۱۸۸۸ میلادی، در لهستان به دنیا آمد و به عنوان یکی از بزرگ‌ترین رهبران دینی یهودیان در سده بیستم میلادی شناخته می‌شود. هرتزوگ تحصیلات گسترده‌ای در زمینه‌های مذهبی و علوم مدرن داشت و به خاطر فهم عمیقش از هر دو حوزه، احترام فراوانی کسب کرد.

## نگارخانه

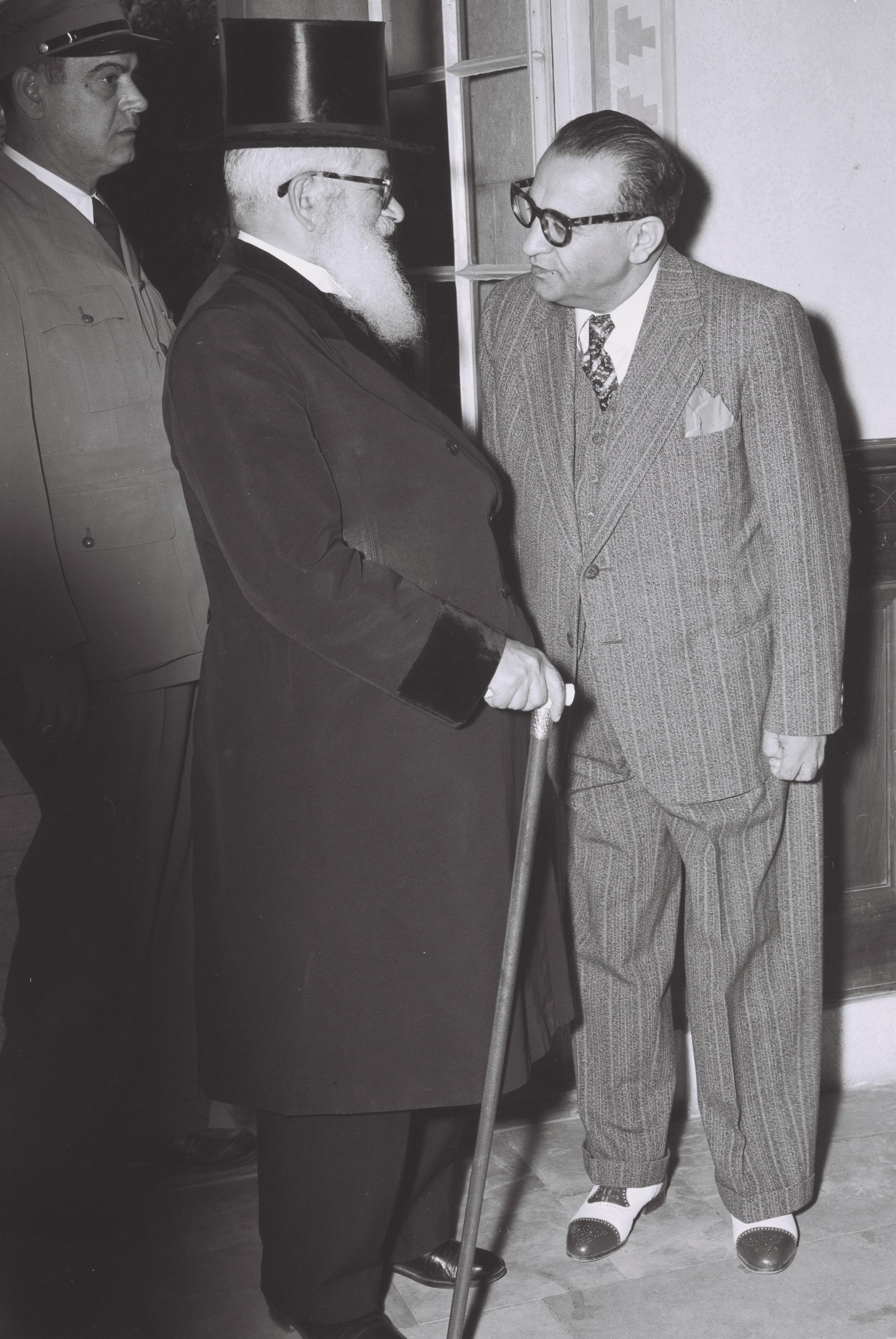
رضا صفی‌نیا، سفیر ویژهٔ ایران در اسرائیل، حین خوش و بش با اسحاق هرتزوگ در مهمانی شامی که توسط نمایندگی ایران در باشگاه YMCA در اورشلیم ترتیب داده شده بود. سپتامبر ۱۹۵۰ م.
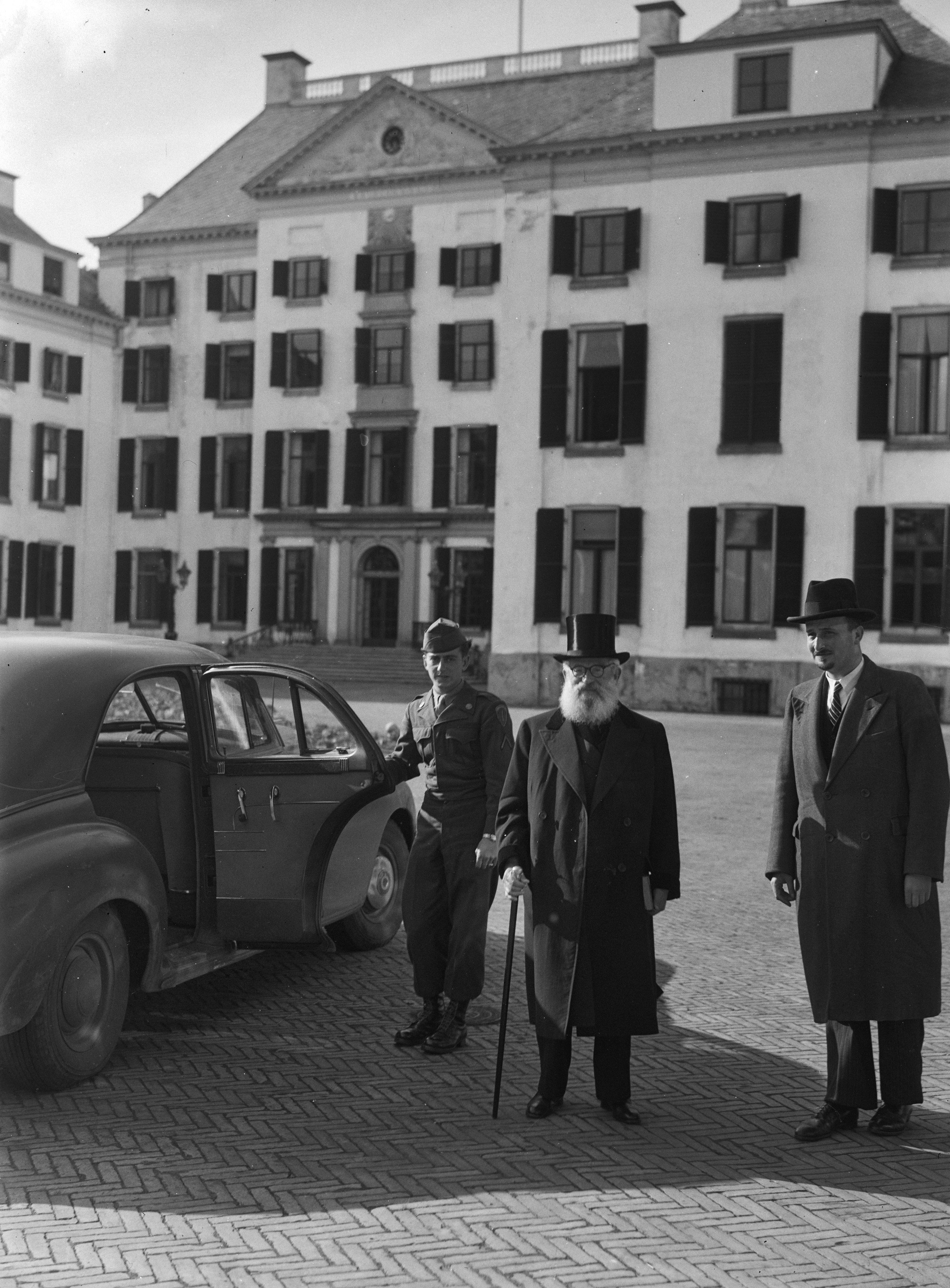
در ژوئن ۱۹۴۶، خاخام اسحاق هرتزوگ از آپلدورن در هلند بازدید کرد. این سفر یکی از چندین بازدید او پس از جنگ جهانی دوم بود که با هدف حمایت از بازماندگان هولوکاست و بازسازی جوامع یهودی آسیب‌دیده صورت گرفت.
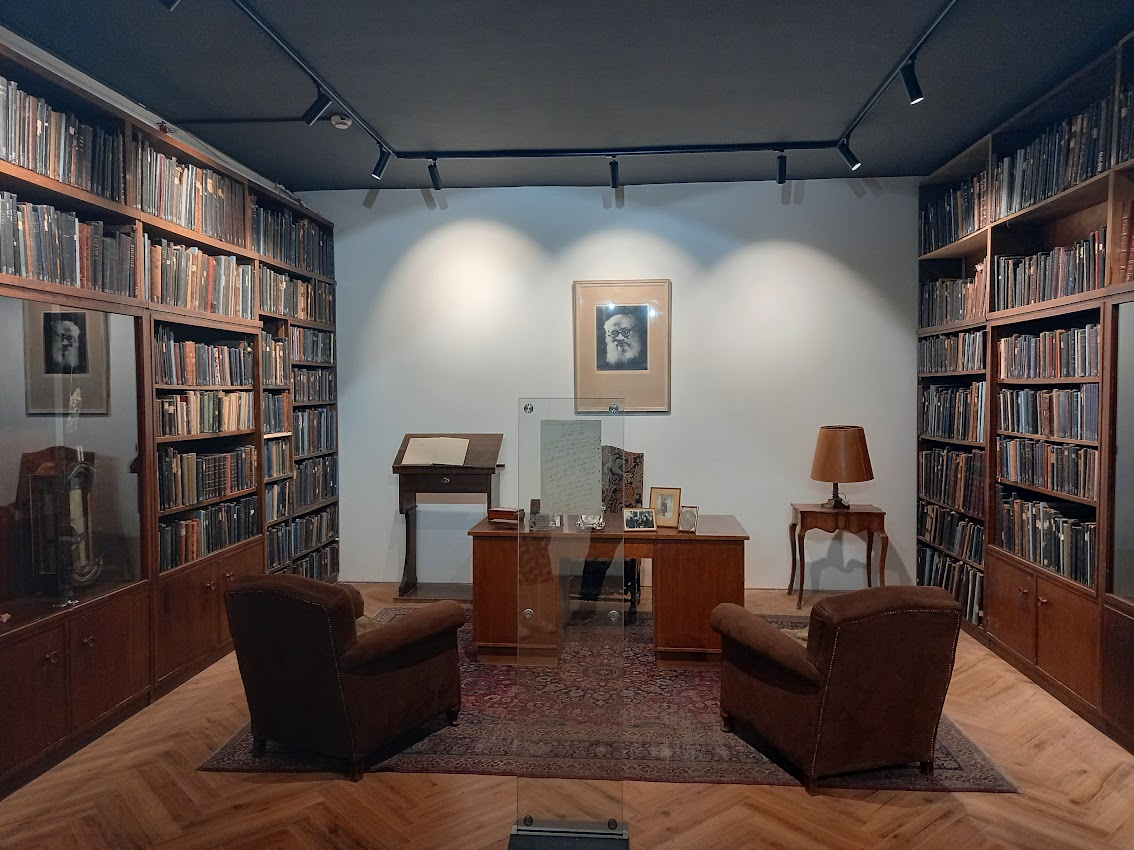
دفتر کار خاخام هرتزوگ در موزه هنر یهودی در هیکل شلومو، اورشلیم.